# San Alejo, Veracruz
San Alejo är en ort i Mexiko.   Den ligger i kommunen Tierra Blanca och delstaten Veracruz, i den sydöstra delen av landet, 300 km öster om huvudstaden Mexico City. San Alejo ligger 34 meter över havet och antalet invånare är 101.
Terrängen runt San Alejo är mycket platt. Runt San Alejo är det ganska tätbefolkat, med 75 invånare per kvadratkilometer. Trakten runt San Alejo består till största delen av jordbruksmark.